# Love Hard
Love Hard (bra: Um Match Surpresa; prt: Love Hard) é um filme americano de comédia romântica de 2021, dirigido por Hernán Jiménez e escrito por Danny Mackey e Rebecca Ewing. É estrelado por Nina Dobrev, Jimmy O. Yang, Darren Barnet, Matty Finochio, James Saito e Harry Shum Jr., que conta a história de uma jovem que viaja para a cidade de sua paquera on-line para lhe fazer uma surpresa de Natal, mas descobre que foi enganada. Foi produzido pela Wonderland Sound and Vision e filmado em Vancouver de outubro a novembro de 2020. Foi lançado pela Netflix em 5 de novembro de 2021.
O título original faz uma referência à Love Actually e Die Hard, os respectivos filmes de Natal favoritos dos personagens principais Josh e Natalie.

## Premissa
Uma jovem em Los Angeles se apaixona por um cara em um aplicativo de namoro e viaja para a cidade dele na Costa Leste no Natal para surpreendê-lo, mas ela acaba descobrindo que sofreu catfishing. A pessoa por quem ela pensava que conversava, na verdade, mora na mesma cidade que seu fake, e o cara que a enganou ofereceu-se para apresentá-los, se ela fingir ser sua namorada durante as férias.

## Enredo
Natalie Bauer é uma redatora de colunas de namoro de Los Angeles que documenta os encontros desastrosos que vivencia por meio de um aplicativo de namoro. Depois de decidir expandir o raio de pesquisa do aplicativo, Natalie se encontra com um homem chamado Josh Lin e estabelece uma forte conexão com ele por meio de muitas longas horas de chamada. Ela decide viajar para a cidade dele em Lake Placid, Nova York, para fazer uma surpresa de Natal, prometendo a seu chefe que este será o fim de seus desastres no namoro. No entanto, ela logo descobre que foi enganada por Josh, que usou fotos de outro homem. Natalie fica com raiva, mas descobre que o homem cujas fotos que Josh usou, Tag Abbott, mora na mesma cidade. Josh, um ex-amigo de Tag, se oferece para apresentá-los se ela fingir ser sua namorada durante as férias para enganar sua família. Natalie aceita o acordo e concorda em ficar na casa dos Lin.
Josh prepara Tag para encontrar Natalie e a apresenta como sua prima. Natalie mente sobre gostar de Thoreau e escalar para impressionar Tag. Ele a convida para escalar paredes, onde ela esconde dele seu medo de altura e Josh a ajuda a descer. Decorrendo disso, Tag convida Natalie para mais encontros.
Natalie conhece Owen, irmão de Josh, o irmão mais bem-sucedido que constantemente exige a atenção da família Lin. Quando Natalie e Josh recebem elogios por seu dueto durante as canções de natal, Owen fica com inveja e anuncia a gravidez dele e de sua parceira. Na tentativa de roubar os holofotes de volta, Josh pede Natalie em casamento no local, a quem ela se sente pressionada a dizer sim. Josh garante a Natalie que vai dizer à família no final das férias que eles não deram certo. Natalie fica sabendo do hobby de fazer velas de Josh, no qual ele começou a lembrar do cheiro de seu avô depois que ele morreu. Ela o encoraja a fazer disso um negócio.
O anúncio do noivado de Josh e Natalie foi impresso no jornal local, levando os dois a passarem a madrugada pegando todos os jornais da cidade para que Tag não veja. Natalie analisa o perfil real do aplicativo de namoro de Josh e diz a ele para ter mais autoconfiança e usar fotos que destacam melhor seus pontos fortes. Quando Natalie, que é vegetariana, se prepara para comer em uma churrascaria em um encontro com Tag, Josh amargamente diz a Natalie que ela não deve mentir ou comprometer suas crenças por Tag. Eles brigam quando Natalie o lembra que ela estava lá por causa de suas mentiras.
A família Lin oferece a Josh e Natalie uma festa surpresa de noivado na churrascaria que a família de Tag possui. Tag apresenta Natalie a seus pais como sua namorada. O chefe de Natalie chega e conta a Owen sobre a coluna de namoro de Natalie. Owen diz a Josh que Natalie está com ele apenas para sua próxima história. Natalie faz um discurso contando a verdade para todos na festa e depois deixa a casa dos Lin. Incentivado por Natalie, Josh diz ao pai que não deseja mais administrar a loja da família e abrir um negócio de velas.
Esperando na pousada durante a noite antes de seu voo matinal, Natalie vê o novo perfil de Josh no aplicativo de namoro, que destaca sua verdadeira essência. Ela percebe que está apaixonada por Josh e volta para a casa dele, onde se beijam.

## Elenco
- Nina Dobrev como Natalie Bauer
- Jimmy O. Yang como Josh Lin
- Darren Barnet como Tag
- Harry Shum Jr. como Owen Lin
- Althea Kaye como Vovó June Lin
- James Saito como Bob Lin
- Mikaela Hoover como Chelsea Lin
- Matty Finochio como Lee
- Heather McMahan as Kerry
- Lochlyn Munro como Rex
- Rebecca Staab como Barb Lin
- Takayo Fischer como June Lin
- Sean Depner como Chip

## Produção

### Desenvolvimento
Em agosto de 2019, foi anunciado que a Netflix havia adquirido o roteiro da comédia romântica Love Hard de Danny Mackey e Rebecca Ewing, descrita como "Quando When Harry Met Sally... se mistura com Roxanne". McG e Mary Viola foram encarregados de produzir o filme através de sua empresa Wonderland Sound and Vision.

### Seleção do elenco
Em agosto de 2020, foi anunciado que Hernán Jiménez iria dirigir o filme, e que Nina Dobrev, Jimmy O. Yang e Charles Melton iriam estrelar. Em outubro de 2020, foi anunciado que devido a conflitos de agenda de Melton com a série Riverdale, ele havia sido substituído por Darren Barnet. Harry Shum Jr., James Saito, Mikaela Hoover e Heather McMahan também foram escalados para o elenco.

### Filmagens
As filmagens ocorreram em Vancouver, Colúmbia Britânica, Canadá, de 9 de outubro a 21 de novembro de 2020. A casa dos Lin está localizada em New Westminster, Colúmbia Britânica, e o Aeroporto Boundary Bay substituiu o Aeroporto Lake Placid.

## Lançamento
O filme foi lançado em 5 de novembro e alcançou o primeiro lugar em audiência na Netflix em 87 países até 7 de novembro de 2021.

## Recepção

### Resposta da crítica
No agregador de críticas Rotten Tomatoes, o filme tem um índice de aprovação de 53% com base em 30 avaliações, com uma classificação média de 5,9/10. O consenso dos críticos do site diz: "A trama interessante e o elenco encantador de Love Hard têm um apelo definitivo de uma comédia romântica, mesmo que a história nunca desenvolva a conexão amorosa dos personagens principais." No Metacritic, o filme tem uma pontuação média ponderada de 42 em 100, com base em oito críticos, indicando "críticas mistas ou médias".